# مارچلو اوسلر
مارچلو اوسلر (ایتالیایی: Marcello Osler؛ زادهٔ ۱۸ اوت ۱۹۴۵) دوچرخه‌سوار اهل ایتالیا است. وی در مسابقات تور دو فرانس و جیرو دیتالیا شرکت کرده است.